# Cladura hakonensis porrecta
Cladura hakonensis porrecta is een ondersoort van de tweevleugelige Cladura hakonensis uit de familie steltmuggen (Limoniidae). De soort komt voor in het Palearctisch gebied.